# Teresa Almeida
Teresa Patrícia De Almeida, även känd som Bá, född 5 april 1988 i Luanda, är en angolansk handbollsmålvakt som spelar för Petro de Luanda och Angolas landslag.
Almeida har representerat Angolas landslag vid VM 2013, VM 2015, OS 2016, VM 2019, OS 2020 och VM 2023. Hon har även varit en del av landslaget som tagit guld vid afrikanska spelen 2015 och 2019 samt afrikanska mästerskapet 2016, 2018, 2021 och 2022.